# Fronteira Albânia-Sérvia
A fronteira entre a Albânia e a Sérvia é uma linha na direção norte sul que fica a leste da Albânia e a separa do território do Kosovo, que declarou independência da Sérvia em Fevereiro de 2008. A sua extensão é de 112 km, seu extremo sul é a tríplice fronteira Albânia-Sérvia (Kosovo)-Macedônia do Norte. O extremo norte é mais uma tríplice fronteira, essa dos dois países com Montenegro, nas proximidades do monte Maja Jezercë.
Essa fronteira era mais extensa quando apresentava um trecho ao norte da Albânia e atingia o Mar Adriático. Era assim até 2006, antes de Montenegro se separar da Sérvia, enquanto Sérvia e Montenegro formavam um único país.

## História
As fronteiras entre a Sérvia e a Albânia remontam à Primeira Guerra Mundial, mas oscilaram bastante desde a independência da Albânia do Império Otomano em 1912. As fronteiras da Albânia e do Reino da Sérvia evoluíram através de conflitos. No final da Segunda Guerra Mundial, a Albânia sob o domínio italiano ganhou territórios sobre o antigo Reino da Iugoslávia após ser invadida pelas forças do Eixo em 1941, retornou às suas fronteiras antes do conflito.
A independência de Montenegro em 2006 produziu a dissolução do último Estado iugoslavo da região (Sérvia e Montenegro) e criou uma fronteira específica com a Sérvia. No entanto, o fato de a Albânia ter reconhecido a independência de Kosovo em 2008 levou a conflitos diplomáticos entre os dois países.

### Status de Kosovo
Não há consenso internacional sobre o estatuto do Kosovo. Separou-se da Sérvia em 2008, mas esta não reconhece a independência kosovar e sempre considerou a área como uma província autônoma do seu próprio território.
Seja qual for o estatuto do Kosovo, situa-se entre a Albânia e o restante da Sérvia: a fronteira, portanto, estende-se inteiramente ao longo do seu território. Se o Kosovo fosse reconhecido como independente pela comunidade internacional, a Albânia e a Sérvia não teriam uma fronteira comum. De fato, a Albânia reconheceu a independência de Kosovo em fevereiro de 2008.